# Hamburger Straße (metropolitana di Amburgo)
Hamburger Straße è una fermata sopraelevata della metropolitana di Amburgo, sulla linea U3.